# Erostreet Festival
L'Erostreet Festival va ser un festival sobre la diversitat sexual humana que va tenir lloc a Barcelona els dies 11 i 12 de juny de 2016.
El festival va néixer amb la intenció de donar visibilitat a la gran diversitat de tendències i opcions sexuals existents, així com a la qualitat de treball que feien els professionals catalans.
En el festival es podien trobar tallers i xerrades educatives, projeccions multimèdia, concursos, exposicions d'art i stands i expositors, entre d'altres.